# Нижне-Обская ГЭС
Нижне-Обская ГЭС — нереализованный в СССР проект строительства гидроэлектростанции на севере Западной Сибири, в нижнем течении реки Обь, разрабатывавшийся в 1950-е — начале 1960-х годов. 

## Проект
Проект предусматривал строительство плотины ГЭС на Оби в 130 км южнее Салехарда. При отметке удержания воды гидроузлом (нормальный подпорный горизонт) 42 метра образовалось бы крупнейшее в мире водохранилище площадью 115-120 тысяч квадратных километров (в четыре раза больше озера Байкал), которое дошло бы до линии Тобольск-Тюмень. Установленная мощность ГЭС должна была составить 7500 тыс. кВт.. Электроэнергию предполагалось направлять в энергосеть Урала и европейской части СССР. Также, согласно проекту, направленному в Управление делами Совета Министров СССР министерством энергетики и электрификации СССР совместно с НИИ «Гидропроект» в марте 1963 года, проектируемое водохранилище Нижне-Обской гидроэлектростанции обеспечивало создание «глубоководного бесперевалочного пути протяженностью 2000 км от Нового Порта до Тобольска, вглубь материка и возможность вывоза на экспорт леса и нефти крупнотоннажными морскими судами».
Сначала проект получил поддержку в научных кругах: в мае 1956 года работы по проектированию Нижнеобской ГЭС, выполняемые институтом «Гидропроект» Министерства электростанций СССР, были одобрены координационным совещанием Уральского, Западно-Сибирского и Коми филиалов АН СССР по изучению производительных сил Тюменской области.

## Возражения против проекта
В январе 1963 года в Госплан СССР и министру геологии и охраны недр СССР А.В. Сидоренко было направлено письмо ученых Сибирского отделения Академии наук СССР и Сибирского научно-исследовательского института геологии, геофизики и минерального сырья. Учёные писали, что строительство Нижне-Обской ГЭС нанесет серьезный экологический ущерб: появление водохранилища приведет к тому, что «скорость господствующих ветров на 25-30%, а возможно и более, будет выше, чем над ныне существующей территорией. Есть полное основание утверждать, что устья притоков Оби и Иртыша, попадающие в зону подпора, будут интенсивно заноситься». Кроме того, указывалось, что затопление обширных пространств лесов приведет как к потере ценных лесных ресурсов, так и к разрушению сложившегося образа жизни коренных народов региона. При этом ставилась под вопрос и технико-экономическая эффективность проекта: согласно расчетам, выработка электроэнергии на единицу затопляемой площади была ниже аналогичных показателей в США в 28 раз.
Одним из первых, кто высказался против строительства гидроэлектростанции, стал также Совет по координации и планированию Уральского экономического района, который в своем письме в Совет Министров СССР в марте 1963 года отмечал, что «в ложе водохранилища окажется свыше 4 млн га лесных площадей с общим запасом древесины до 400 млн куб.м. (на лесосводку такого количества леса потребуется 25-30 лет, при условии организации крупных лесопромышленных предприятий)».
Также против проекта высказывались Институт геологии и геофизики СО АН СССР, Тюменское территориальное геологическое управление и трест «Запсибнефтегеофизика», которые указывали, что в недрах подлежащей затоплению территории имеются большие запасы нефти и газа.

## Отказ от проекта
В начале 1963 года Госплан СССР организовал Государственную экспертную комиссию, на которую возложил задачу провести оценку экономической эффективности проекта.
Сторонники проекта заявили, что вопрос об использовании газовых и нефтеносных месторождений Западной Сибири не должен являться определяющим при выборе района строительства плотины, поскольку газ и нефть можно добывать и из-под воды. Однако геологи-нефтяники на это указали, что «Гидропроект» «очень примитивно представляет себе эксплуатацию месторождений со дна водохранилища — это будет не Каспийское море, а суровый ледяной край».
В итоге экспертная комиссия приняла постановление, в котором отметила существенные недостатки проекта:  схема составлена без учёта интересов важнейших отраслей народного хозяйства, слабо освещены вопросы, связанные с сельским и лесным хозяйством, добычей нефти и газа в пределах территории затопляемой водохранилищем, экономическая эффективность Нижне-Обской ГЭС явно завышена. После этого Госплан СССР принял решение о приостановке работы над проектом. Затем от него отказались окончательно.